# Genidens planifrons
Genidens planifrons es una especie de pez de la familia Ariidae en el orden de los Siluriformes.

## Morfología
• Los machos pueden llegar alcanzar los 57 cm de longitud total.

## Hábitat
Es un pez demersal y de clima subtropical.

## Distribución geográfica
Se encuentran en Sudamérica: Lagoa dos Patos y las áreas  atlánticas próximas.